# Bombardier Flexity Link
Le Flexity Link est un tram-train à plancher bas conçu par l'industriel Bombardier Transport.

## Description
Il est conçu pour pouvoir fonctionner tant sur un réseau de tramway urbain (alimenté en 750 V CC) que sur des lignes ferroviaires (alimentées, comme c'est l'usage en Allemagne, en 15 kV 16,7 Hz) dans le but de limiter la rupture de charge et d'effectuer des trajets directs depuis le centre d'une ville.
Il est utilisé à Sarrebruck en Allemagne.
Ses principaux concurrents sont le Regio-Citadis et le Citadis Dualis, tous les deux d'Alstom, ainsi que l'Avanto de Siemens.

## Affectations
Toutes les rames produites sont en circulation sur le Saarbahn entre la France et l'Allemagne. Les 28 rames numérotées 1001 à 1028 peuvent circuler en UM si nécessaire.

## Avenir
En raison de la raréfaction des pièces de rechange et des immobilisations de plus en plus longues des rames, la Saarbahn souhaite renouveler l'intégralité de sa flotte d'ici 2027. Elle a rejoint Karlsruhe, Cassel et Siegen afin d'établir à un appel d'offres commun dans le but de réduire les coûts d'achat.

## Modélisme
Le Flexity Link est reproduit à l'échelle HO par la firme Halling.